# Georg von Békésy
Georg von Békésy, węg. György Békésy (ur. 3 czerwca 1899 w Budapeszcie, zm. 13 czerwca 1972 w Honolulu) – węgiersko-amerykański fizyk i fizjolog.

## Życiorys
Był synem dyplomaty, Alexandra (Sándora) von Békésy i jego żony Pauli. Uczył się w Monachium, Konstantynopolu i Budapeszcie, oraz Zurychu, gdzie zdał maturę, po której podjął studia chemiczne na Uniwersytecie w Bernie. W 1923 roku uzyskał doktorat w dziedzinie fizyki na Uniwersytecie Budapeszteńskim. 
W 1923 roku podjął pracę w Węgierskim Urzędzie Pocztowym, gdzie kierował laboratorium badawczym zajmującym się systemami telefonicznymi. Pracując nad komunikacją na odległość, zainteresował się mechanizmem funkcjonowania zmysłu słuchu u ludzi. 
W latach 1939–1946 von Békésy był profesorem fizyki eksperymentalnej na Uniwersytecie w Budapeszcie, w 1946 roku wyjechał do Szwecji, aby prowadzić badania w Instytucie Karolinska (pracował tam nad audiometrem obsługiwanym przez pacjenta), a rok później przeniósł się do Stanów Zjednoczonych. 
Pracował w laboratorium psycho-akustyki na Uniwersytecie Harvarda, gdzie opracowywał modele mechaniczne ucha wewnętrznego. Békésy opisał sposób przemieszczania się dźwięku w ślimaku oraz wpływ lokalizacji receptorów nerwowych na mechanizm słyszenia. 
W 1961 roku otrzymał nagrodę Nobla w dziedzinie fizjologii lub medycyny w dziedzinie medycyny za przełomową teorię funkcjonowania ludzkiego słuchu.